# Machimus grantae
Machimus grantae är en tvåvingeart som beskrevs av Martin 1975. Machimus grantae ingår i släktet Machimus och familjen rovflugor.
Artens utbredningsområde är Oregon. Inga underarter finns listade i Catalogue of Life.